# Alain Resnais
Alain Resnais (Vannes, 3 juni 1922 – Parijs, 1 maart 2014) was een Frans filmregisseur.

## Loopbaan
In de jaren vijftig nam hij naast François Truffaut en Jean-Luc Godard deel aan de Franse Nouvelle Vague. Voor zijn films gebruikte hij scenario’s van Jean Cayrol, Marguerite Duras en Alain Robbe-Grillet. In 1959 kreeg hij grote bekendheid door zijn speelfilm Hiroshima mon amour. In 1961 verscheen zijn meest beroemde film, L'Année dernière à Marienbad. Resnais was gehuwd met Clara Goldschmidt en Florence Malraux (de enige dochter van de Franse politicus en schrijver André Malraux). Zijn laatste levensgezel was de Franse actrice Sabine Azéma. Hij overleed op 91-jarige leeftijd.

## Filmografie
- 1955 - Nuit et Brouillard (korte film)
- 1956 - Toute la mémoire du monde
- 1959 - Hiroshima mon amour
- 1961 - L'Année dernière à Marienbad
- 1963 - Muriel ou le Temps d'un retour
- 1966 - La guerre est finie
- 1967 - Loin du Vietnam (segment)
- 1968 - Je t'aime, je t'aime
- 1973 - L'An 01 (segment)
- 1974 - Stavisky
- 1977 - Providence
- 1980 - Mon oncle d'Amérique
- 1983 - La vie est un roman
- 1984 - L'Amour à mort
- 1986 - Mélo
- 1989 - I Want to Go Home
- 1993 - Smoking/No Smoking
- 1997 - On connaît la chanson
- 2003 - Pas sur la bouche
- 2006 - Cœurs
- 2009 - Les Herbes folles
- 2012 - Vous n'avez encore rien vu
- 2014 - Aimer, boire et chanter